# Arto Paasilinna
Arto Tapio Paasilinna, finski novinar in pisatelj, * 20. april 1942, Kittila, Finska, † 15. oktober 2018, Espoo, Finska.
Paasilinna, zelo plodovit in v svoji domovini priljubljen pisatelj, se je rodil v arktični Laponiji. Preden se je pričel intenzivno ukvarjati s književnostjo, je bil novinar.
V delih opisuje predvsem svoje rojake-posebneže. Do leta 2007 je napisal že 34 knjig, prevedenih v 22 jezikov, med njimi tudi v slovenščino. Ostale države, v katerih so prevajali njegova dela, so med drugimi: Anglija, Albanija, Češka, Estonija, Francija, Grčija, Islandija, Japonska, Hrvaška, Italija, Latvija, Litva, Nemčija, Nizozemska, Norveška, Madžarska, Poljska, Rusija, Španija, Švedska in Ukrajina.
Arto Passilinna ima še dva brata:
- Erno Paasilinna (1935–2000), pisatelj, in
- Reino Paasilinna (r. 1939), politik, evroposlanec

## Naslovi knjig, prevedenih v slovenščino
- Dedu za petami (Isoisää etsimässä, 1977, Mladinska knjig Založba d.d., Ljubljana 2006, prevod, Jelka Ovaska Novak ISBN 86-11-17578-6) (COBISS)
- Gozd obešenih lisic (Hirtettyjen kettujen metsä, 1983, Mladinska knjiga Založba d.d., Ljubljana 2007, prevod Jelka Ovaska Novak ISBN 978-86-11-17828-8) (COBISS)
- Očarljivi skupinski samomor (Hurmaava joukkoitsemurha, Mladinska knjiga Založba d.d., Ljubljana 2006, prevod Jelka Ovaska Novak ISBN 86-11-17412-7) (COBISS)
- Tuleči mlinar (Ulvova mylläri, 1981, Mladinska knjiga Založba d.d., Ljubljana 2005, prevod Jelka Ovaska Novak, ISBN 86-11-17189-6) (COBISS)
- Zajčje leto (Jäniksen vuosi, 1975, Cankarjeva založba, Ljubljana 2006, prevod Jelka Ovaska Novak ISBN 961-231-528-0) (COBISS)
- Rešitelj Surunen (Vapahtaja Surunen). Prešernova družba, Ljubljana, 1989, prevod Jelka Ovaska Novak (COBISS)
- Župnikov zverinski služabnik (Rovasti Huuskosen petomainen miespalvelija, 1995, Mladinska knjiga Založba d.d., Ljubljana 2009, prevod Jelka Ovaska Novak ISBN 978-961-01-0995-2) (COBISS)
- Srečni človek (Onnellinen mies, Helsinki, 1976, Mladinska knjiga Založba d.d., Ljubljana 2001, prevod Jelka Ovaska Novak ISBN 978-961-01-1817-6) (COBISS)
- Prikupna struparka (Suloinen myrkynkeittäjä, 1988, Mladinska knjiga Založba d.d., Ljubljana 2012, prevod, Jelka Ovaska Novak ISBN 978-961-01-2282-1 (COBISS)
- Deset prisrčnih trmoglavk (Kymmenen riivinrautaa), Mladinska knjiga Založba d.d., Ljubljana 2017, prevod, Brane Čop ISBN 978-961-01-4693-3 (COBISS)
- Najboljša vas na svetu (Maailman paras kylä), Mladinska knjiga Založba d.d., Ljubljana 2019, prevod, Julija Potrč Šavli ISBN 978-961-01-5407-5 (COBISS)